# 파워퍼프걸 (2016년 애니메이션)
《파워퍼프걸》(The Powerpuff Girls)은 1998년부터 2005년까지 방송된 동명의 텔레비전 프로그램을 원작으로 하는 미국의 텔레비전 애니메이션이다. 카툰 네트워크는 2014년 6월 작품을 처음으로 공개하였고, 2015년에는 성우진을 발표하였다. 2016년 4월 4일 첫 방영이 이루어졌다.
대한민국에서는 4월 6일에 방영했다.

## 개요
‘파워퍼프걸’이라 불리는 블로섬과 버블스, 버터컵은 평범한 삶을 살면서 도시 내 범죄를 처단하는 슈퍼히어로들이다.

## 제작
2014년 6월 16일 카툰 네트워크는 《파워퍼프걸》의 리부트를 카툰 네트워크 스튜디오가 제작할 예정이라고 밝혔다. 이듬해 2월 29일 사전 기자 회견(upfront) 날에는 닉 제닝스(Nick Jennings)가 이그제큐티브 프로듀서를 맡을 것임을 알렸다. 원작의 창작자인 크레이그 맥크라켄은 제작에 참여하지 않는다.
주인공 3명의 목소리는 기존 성우진인 캐시 카바디니, 타라 스트롱, 엘리자베스 데일리 대신 어맨다 레이턴, 크리스틴 리, 나탈리 팔라미즈가 새로 맡게 되었다. 하지만 톰 케니는 시장과 내레이션을, 톰 케인은 유토니움 교수와 ‘그’ 역을 그대로 맡게 되었다. 2016년 4월 제닝스는 제작진들이 기존 성우진의 재투입 여부에 대해서 고민했으며, 결과으로 새로운 성우들을 통해 작품에 활기를 불어넣을 수 있을 것 같아 기존 결정을 그대로 따르기로 했다고 밝혔다. 한편 로저 L. 잭슨은 모조조조 역을 다시 맡으며, 제니퍼 헤일은 킨 선생님 역의 성우로 다시 참여하지만 프린세스 모어벅스는 더 이상 담당하지 않게 되었다.
2016년 5월 26일, 나탈리 팔라미즈는 두 번째 시즌 제작이 확정되었음을 밝혔다. 2016년 6월 30일에는 《틴 타이탄 GO!》와의 크로스오버 에피소드가 방영되었다.

## 에피소드
| 시즌 | 시즌       | 회수       | 방송 날짜        | 방송 날짜       |
| 시즌 | 시즌       | 회수       | 시즌 시작        | 시즌 종료       |
| ---- | ---------- | ---------- | ---------------- | --------------- |
|      | 1          | 39         | 2016년 10월 1일  | 2017년 5월 3일  |
|      | 2          | 40         | 2017년 3월 3일   | 2018년 5월 13일 |
|      | 3          | 40         | 2018년 5월 13일  | 2019년 6월 16일 |
|      | 4          | 39         | 2019년 11월 15일 | 2020년 7월 18일 |
|      | 크로스오버 | 크로스오버 | 2016년 6월 30일  | 2016년 6월 30일 |
|      | 5          | 10 (단편)  | 추후 공개        | 추후 공개       |

## 반응

### 평가
《파워퍼프걸》은 혼합된 평가를 받았으며, 전작과 비교하였을 때 대체로 부정적인 의견이 주를 이루고 있다.
《더 배저 해럴드》의 헨리 솔로타로프웨버(Henry Solotaroff-Webber)는 고전 애니메이션의 새로운 해석이 큰 업적과도 같다고 평을 내렸다. 또한 “아이들에게 큰 인기를 얻은 전작이 만들어낸 대부분의 것을 잘 재현하였고, 동시에 과거로 되돌아가고 싶은 이들에게는 향수병을 불러일으킨다.”라고 말하였다. IGN은 첫 에피소드에 10점 만점에 8.0점을 주었고, “새로운 성우진들이 익숙해지기까지는 시간이 걸리는 반면, 캐시 카바디니, 타라 스트롱, 엘리자베스 데일리의 부재가 너무나도 크다. [하지만] 《파워퍼프걸》의 본질만은 어떻게든 유지하려고 노력하는 것 같다.”라고 평론하였다. 《더 너디스트》는 처음 두 에피소드에 5점 만점에 4.5점을 주면서 “원작을 원래 좋아했다면, 새로운 에피소드 역시 사랑하게 될 것이다.”라고 말하였다.
《디 옥시덴틀 위클리》(The Occidental Weekly)는 작품이 “원작의 흠잡을 데 없는 유머와 재치가 없다.”라고 말했으며, 목소리 연기는 “좋게 쳐봤자 보통”이며 각본 역시 “수준 이하”라고 말하였다. 《슬레이트》는 너무 의식적인 여성주의적 메시지를 비판적으로 바라보았으며, 원작의 두 번째 시즌 에피소드인 "The Powerpuff Girls Best Rainy Day Adventure Ever"와 비교하여 본작을 비판적으로 평가하였다. 《폴리곤》은 리부트가 원작을 특별하게 만든 요소들을 놓쳐버렸다고 평가하였다. 또한 “싸우는 장면은 생각 없이 나중에야 뒤늦게 넣은 것처럼 보이며, 이는 마치 카툰 네트워크에서 주인공들을 싸움으로부터 보호하려는 것이 아닌가 생각된다.”라고 말하며 작품이 “발전하기보다는 오히려 퇴보하였다.”라고 평하였다. 《인버스》의 제시카 스와츠(Jessica Swartz)는 작품을 새로 보는 시청자들은 악당이 대체 누구이고, 악당들의 목적이 무엇이며, 소개가 없기 때문에 등장인물들은 대체 어떤 사람인지 전혀 알지 못할 것이라고 말하였다. 또한 작품이 주요 등장인물들에만 초점을 맞추는 경향이 있으며, 전반적으로 “보통 밖에 되지 못하는 카툰”이라고 평하였다. 《디 올 스테이트》(The All State)의 셸비 왓슨(Shelby Watson)은 목소리 연기에 대해서는 호평했지만, 범죄와의 싸움보다는 소녀들의 평범한 일상사를 더욱 많이 다루는 부분에 대해 비판하였다. 특히 애니메이션에 대해서는 “애니메이션이 지루한 것 그 이상을 넘어섰다... 미술 감독 그 자체가 재앙이다.”라고 혹평하였다. 또한 등장인물들의 디자인이 자꾸 바뀌거나 원근법을 무시하는 소위 작화 붕괴에 대해서는 “전문 스튜디오에서는 있어서는 안 될 일이다.”라고 말하였다.

### 원작 성우 및 제작진
리부트에서는 파워퍼프걸 3명의 성우들이 모두 교체되었다. 타라 스트롱은 자신의 트위터에서 “가슴이 찔린 것 같다.”라고 표현하며 아쉬움을 드러냈다. 사전 기자 회견 이후 스트롱은 성우진 교체는 카툰 네트워크의 ‘단연코 창의적인’ 결정이었다고 의견을 표했지만, 그해 6월에는 카툰 네트워크에서는 자신을 포함하여 그 어느 누구에게도 성우진을 바꾸기로 결정한 사안에 대해 사전에 알려주지 않았다고 말했다. 2015년 5월, 케니는 한 매체와의 인터뷰에서 매크래컨이 성우진 교체에 대해 ‘시인했다’라고 말했지만, 매크래캔은 바로 다음 달 자신의 트위터에서 해당 사실을 부인하였다. 또한 매크래캔은 자신이 리부트 제작을 원치는 않았지만, 방송국의 재정적인 관점에서는 왜 만들었는지 이해는 간다고 말하였다.